# ヴァルネット
ヴァルネット（Valnet, Inc.）は、2012年にケベック州モントリオールで設立されたカナダのメディア企業。この会社は主に、エンターテインメント分野のメディアを扱っている。この会社は、「TheGamer」、「Collider」、「コミック・ブック・リソーシズ」、「MovieWeb」、「スクリーン・ラント」、「Game Rant」、「XDA Developers」、「MakeUseOf」などの、いくつかのウェブメディアの親会社である。